# Слиновиділення
Слинови́ділення — процес виділення слини в ротову порожнину. Слиновиділення є рефлекторним (див. Рефлекси) процесом, який виникає внаслідок подразнення рецептор порожнини рота (особливо смакових рецепторів язика) їжею або нехарчовими подразниками. Слиновиділення безумовно- і умовнорефлекторне (С. на вигляд і запах їжі) регулюють нервові центри, розміщені у корі головного мозку, гіпоталамусі й довгастому мозку. На слиновиділення впливають і гормони гіпофіза, щитоподібної, підшлункової й ін. залоз.
За добу у жуйних тварин виділяється до 60 л слини, у людини — 0,8 л.

## Салівація
Салівація (лат. виділяю слину) — слинотеча, надмірне виділення слини; симптом багатьох різних за своїм характером і походженням хворобливих процесів.

## Регуляція слиновиділення
До слиновидільних центрів довгастого мозку включають верхнє слиновидільне ядро, зв'язане з підщелеповою і під'язиковою залозами і нижнє — з привушною залозою. У регуляції слиновиділення бере участь гіпоталамус, лімбічна система мозку та кора великих півкуль.